# Kalle Lehtinen
Kalle Heikki Lehtinen, född 29 januari 1879 i Vittis, död 7 september 1953 i Helsingfors, var en finländsk företagsledare. 
Lehtinen var en av den finländska partihandelns banbrytande organisatörer och Kesko Oy:s förste verkställande direktör 1941–1946. Han blev 1909 direktör för Maakauppiaitten osuusyhtiö (grundat 1907), den första partiaffären för detaljhandlare på den finländska landsbygden. Andelslaget blev aktiebolag 1911, varefter kontoret flyttade från Tammerfors till Helsingfors. Under Lehtimäkis ledning växte partiaffären till en av landets största. Han lade grunden till en centralt styrd organisation med huvudkontor och filialkontor, en modell som bolagets efterföljare Kesko Oy också följde under Lehtinens tid i ledningen. Han tilldelades kommerseråds titel 1932. 